# Carl Schoug
Carl Whitehead Schoug, född 17 augusti 1877 i Visby, död 12 maj 1952 i Visby, var en svensk militär (överstelöjtnant).

## Biografi
Schoug avlade mogenhetsexamen i Visby 1897 och officersexamen 1899. Schoug genomgick ridkurs 1903 och studerade vid Krigshögskolan 1909-1911 samt genomgick kulsprutekurs vid Infanteriskjutskolan 1914. Han blev underlöjtnant vid Gotlands infanteriregemente (I 27) 1899 och löjtnant 1903. Schoug var regementsadjutant 1905-1909, extra adjutant vid Krigsskolan 1913, blev kapten 1914 och var kadettofficer vid Krigsskolans reservofficerskurs 1914. Han var chef för kulsprutekurs 1916-1917, regementskvartermästare 1918, major i armén 1925, befälhavare för Tingstäde rullföringsområde nr 77 1927 och blev överstelöjtnant 1935.
Schoug var Kungl. Maj:ts ombud i styrelsen för Gotlands skytteförbund, instruktör för Gotlands landstormsförbund och stadsfullmäktige från 1919. Han var även föreståndare för Visby Biograf. Schoug var son till jägmästaren Carl Schoug och Elisabeth Cain. Han  gifte sig 1905 med Karin Heyman (1883-1959) och var far till Bertil (född 1906), Margit (född 1907) och Marianne (född 1910).

## Utmärkelser
Schougs utmärkelser:
- Riddare av Svärdsorden (RSO)
- Riddare av Vasaorden (RVO)
- Gotlands skytteförbunds guldmedalj (Gotl. skytteförb. GM)
- Landstormens silvermedalj (LandstSM)